# 英吉利河鎮區 (愛荷華州基奧卡克縣)
英吉利河鎮區（英語：English River Township）是位於美國愛荷華州基奧卡克縣的一個行政鎮區。

## 地方資料
根據2010年美國人口普查的數據，英吉利河鎮區的面積為93.23平方千米，當中陸地面積為93.15平方千米，而水域面積為0.08平方千米。當地共有人口584人，而人口密度為每平方千米6.26人。